# Antoni Pachla
Antoni Pachla (ur. 21 marca 1901 we wsi Synowódzko Wyżne, zm. 20 kwietnia 1962 w Piotrkowie Trybunalskim) – żołnierz, strzelec sportowy, olimpijczyk z Berlina 1936.

## Życiorys
W 1924 wstąpił do Wojska Polskiego. Służył jako żołnierz 25 Pułku Piechoty. Reprezentował na różnego rodzaju zawodach strzeleckich. W 1935 roku zdobył mistrzostwo Polski w strzelaniu z karabinka sportowego w pozycji leżącej. W 1936 i 1937 roku zdobył w tej samej konkurencji wicemistrzostwo kraju. W 1937 roku na mistrzostwach świata w strzelectwie zajął 11. miejsce. Uczestnik kampanii wrześniowej jako dowódca plutonu w macierzystym pułku. W czasie okupacji niemieckiej od 1940 do 1944 żołnierz Armii Krajowej. Od kwietnia do grudnia 1944 walczył w oddziałach partyzanckich III Brygady im Józefa Bema w Armii Ludowej. Kawaler Orderu Virtuti Militari. Odznaczony Krzyżem Walecznych.
Po II wojnie światowej pracował jako stolarz.
Na igrzyskach olimpijskich 1936 r. startował w konkurencji strzelania z karabinu małokalibrowego 30 strzałów w pozycji leżąc 50 m, w której zajął 44. miejsce.